# Zekesch-Hochland
Koordinaten: 46° 4′ 0″ N, 23° 45′ 0″ O

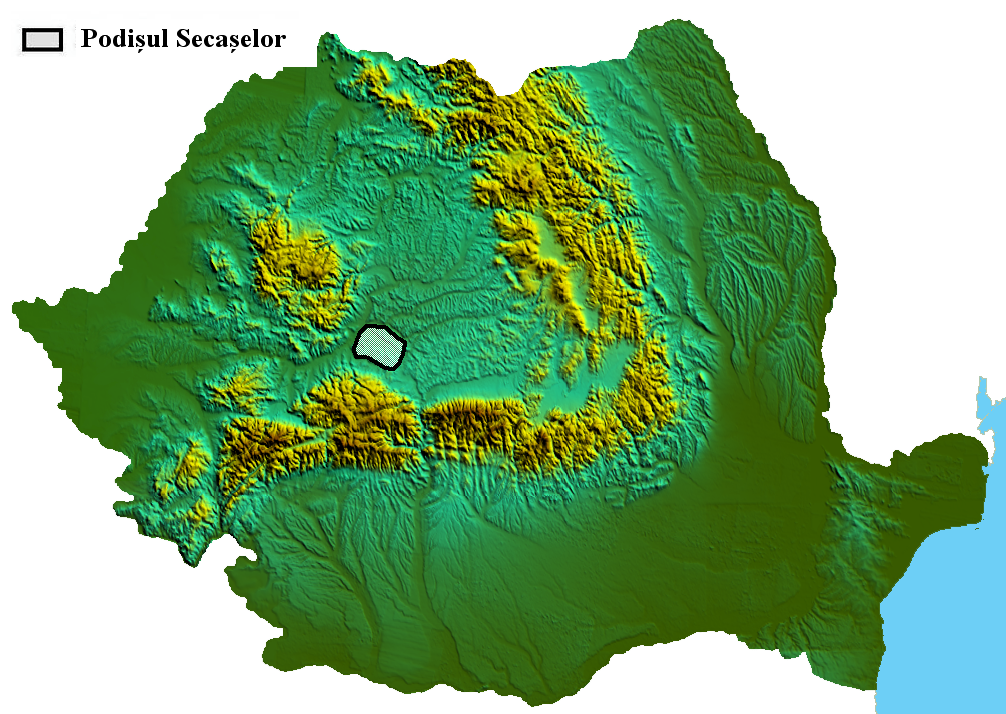
Das Zekesch-Hochland in Rumänien

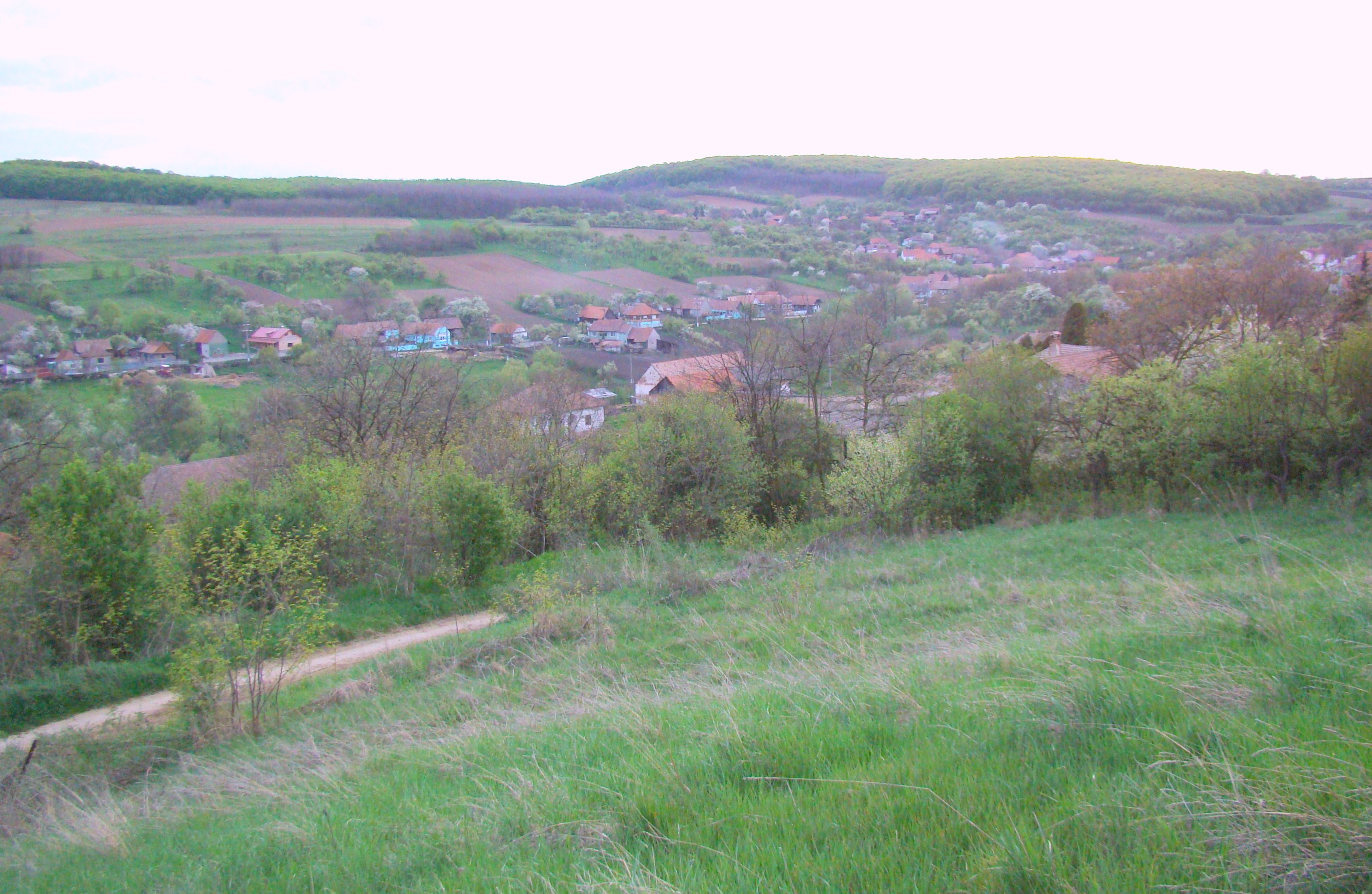
Sicht auf Vingard

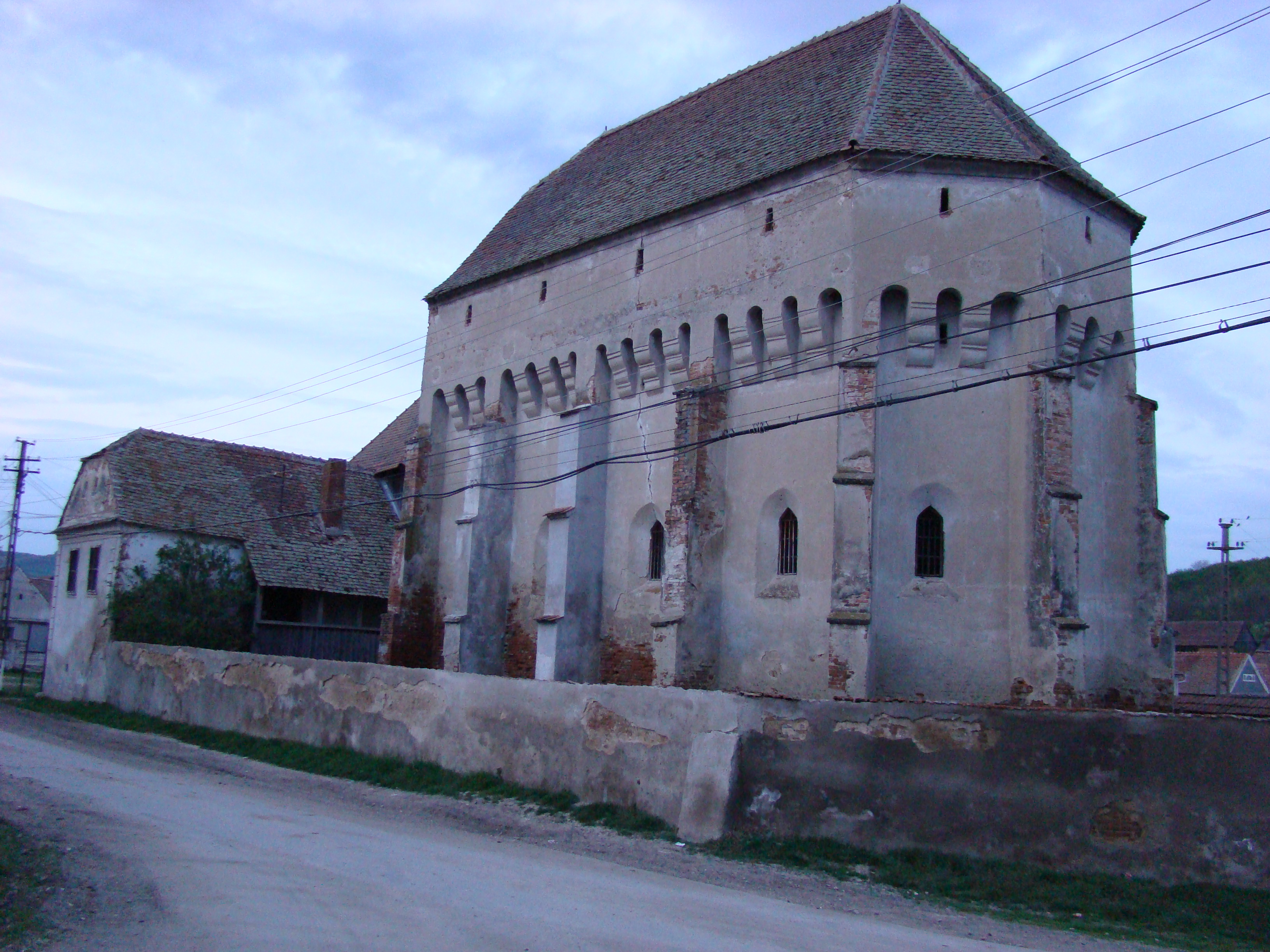
Die evangelische Wehrkirche (2009) in Bußd

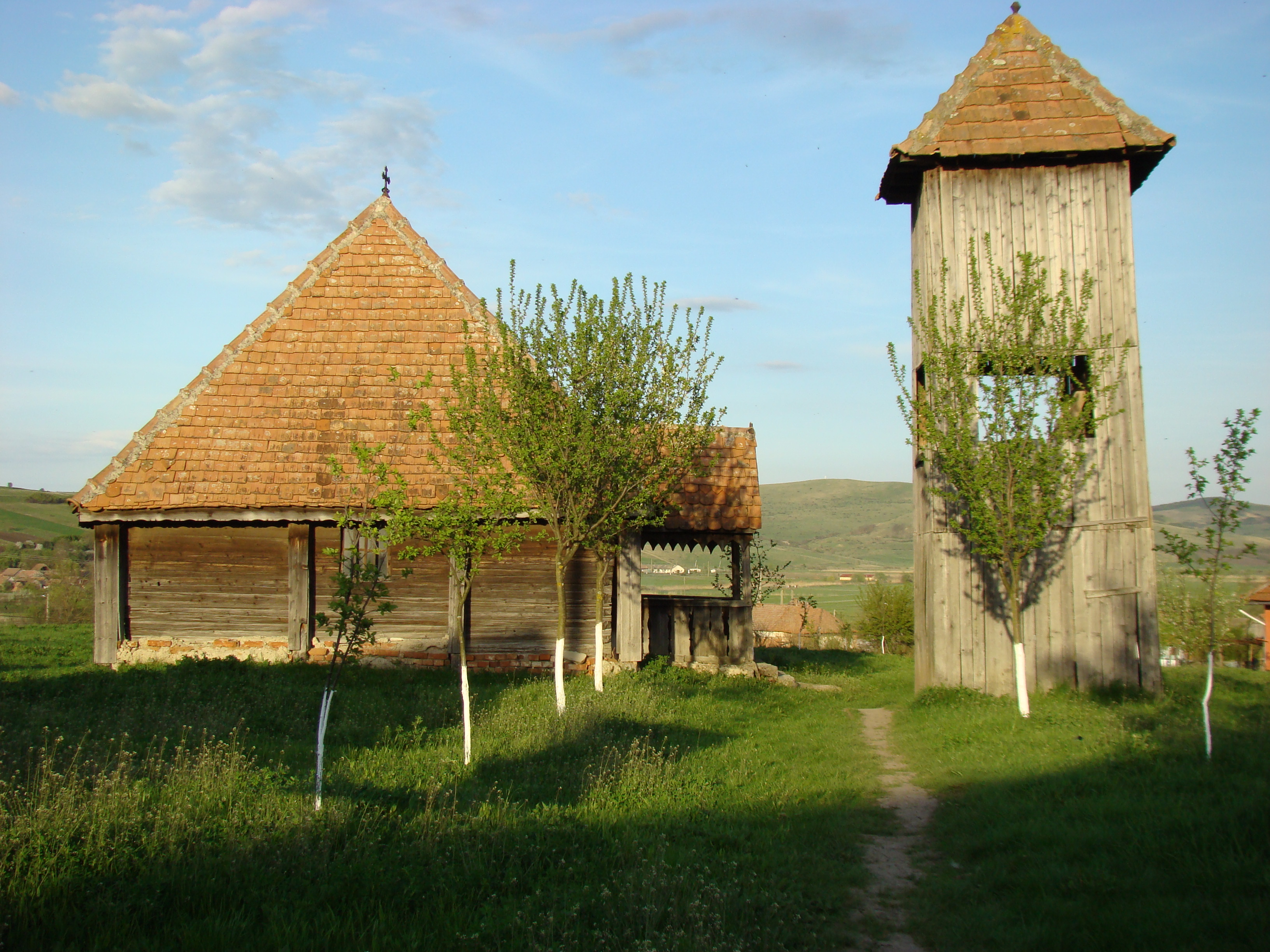
Die Holzkirche von Tău (Gem. Roșia de Secaș)

Das Zekesch-Hochland (rumänisch Podișul Secașelor) ist ein Hügelland im Norden des historischen Unterwald, im Südwesten des Siebenbürgischen Beckens in  Rumänien.

## Abgrenzung
Das Zekescher-Hochland wird begrenzt
- im Norden vom Kokel-Hochland (Podișul Târnavelor) mit der Târnava (Kokel) und deren Quellfluss Târnava Mare (Große Kokel)
- im Westen vom Tal des Flusses Mureș (Mieresch)
- im Osten vom Tal der Vișa (Weißbach) und dem Harbach-Hochland (Podișul Hârtibaciului)
- im Süden vom Secaș (Zekesch), einem Zufluss des Sebeș (Mühlbach), der nördlich des Zibinsgebirges (Munții Cibin) verläuft.

## Beschreibung
Das Zekesch-Hochland liegt im Südosten des Kreises Alba und im Westen des Kreises Sibiu. Es ist benannt nach zwei kleinen Flüssen, die beide den Namen Zekesch (rumänisch Secaș) tragen. Der nördliche Zekesch (Secaș) ist ein linker Zufluss der Kokel (Târnava), der südliche Zekesch (Secaș) mündet in den Mühlbach (Sebeș). Das Hochland entspricht im Wesentlichen den Einzugsgebieten der beiden Flüsse. Der im Norden gelegene Secaș hat eine Länge von etwa 37 Kilometer und ein Einzugsgebiet von etwa 356 km². Der im Süden gelegene Secaș hat sein Quellgebiet auf dem Areal der Gemeinde Jina (Sinna) und verläuft auf einer Länge von etwa 42 Kilometer.
Die hüglige Landschaft liegt in einer Seehöhe von ca. 250–500 m. Der höchste Berg der Region ist der Straja (⊙ 546 m) in der Nähe des gleichnamigen Dorfes Straja (Hohenwarte), das zur Gemeinde Berghin im Kreis Alba gehört. Das Dorf Straja selbst befindet sich auf einer Höhe von 405 m. Der zweithöchste Berg ist der Ghiorghelu (⊙ 505 m) in der Nähe des Dorfes Armeni (Armenen; 378 m) der Gemeinde Loamneș (Ladmesch, Kreis Sibiu).
Während im Zentrum der Region Wälder dominieren, ist der größte Teil durch Weideflächen mit Steppenvegetation geprägt.

## Bevölkerung
Das Gebiet ist seit der Steinzeit bewohnt und war im Mittelalter bis zur Revolution von 1848 ein Gebiet höriger Bauern auf dem Grund der Klöster und der Adligen ungarischer und deutscher Herkunft im historischen Komitat Unterweißenburg (ungarisch Alsó-Fehér vármegye).
Wie überall in Siebenbürgen verließen vor und vor allem nach der Revolution 1989 nahezu alle Rumäniendeutsche die Region, um nach Deutschland auszuwandern. In der zweiten Hälfte des 20. Jahrhunderts stellen die Rumänen die Mehrheit. Des Weiteren lebt hier eine größere Zahl Roma. Von zahlenmäßig geringerer Bedeutung sind Ungarn.

## Verkehr
- Die wichtigsten Verkehrswege der Region sind Teile der Kreisstraßen (drum județean) DJ107, DJ107B, DJ106K und DJ106L.

## Sehenswürdigkeiten
- Das Naturreservat Râpa Roșie (⊙ Roter Berg) befindet sich etwa drei Kilometer (Luftlinie) östlich von Lancrăm (Langendorf) entfernt. Das Areal besteht aus Ablagerungen von rotem Ton, grauem und rotem Sandstein, weißem lockerem Sandstein, rotem bis ziegelfarbigem Mergelgestein sowie auch Kalkmergel.[3]

## Einige Ortschaften in der Umgebung
- Cenade (Scholten) im Kreis Alba
- Doștat (Thorstadt) im Kreis Alba
- Loamneș (Ladmesch) im Kreis Sibiu
- Ludoș (Giesshübel) im Kreis Sibiu
- Ohaba (Neudorf) im Kreis Alba
- Păuca (Törnen) im Kreis Sibiu
- Roșia de Secaș (Rothkirch) im Kreis Alba
- Șpring (Gespreng) im Kreis Alba